# مقاطعة فاييت (جورجيا)
مقاطعة فاييت (بالإنجليزية: Fayette County)‏ هي إحدى المقاطعات في ولاية جورجيا في الولايات المتحدة الأمريكية.

## أعلام
- مايك ديوك
- ويليام هيو سميث
- روبرت جي. بورتش